# 稲葉馨
稲葉 馨（いなば かおる、1952年4月26日 - ）は、日本の法学者。専門は行政法。東北大学名誉教授。静岡県伊東市出身。

## 経歴
略歴は以下のとおり。
- 1975年03月 - 東北大学法学部卒業
- 1977年03月 - 東北大学大学院法学研究科修士課程修了
- 1977年04月 - 東北大学法学部助手
- 1981年04月 - 熊本大学法学部専任講師
- 1983年07月 - 熊本大学法学部助教授
- 1992年10月 - 法政大学法学部教授
- 1998年02月 - 博士（法学）（東北大学）（学位論文「行政組織の法理論」）
- 2000年04月 - 東北大学大学院法学研究科教授
- 2004年04月 - 東北大学大学院法学研究科総合法制専攻教授
- 2006年11月 - 東北大学大学院法学研究科長・法学部長（2009年3月まで）
- 2018年03月 - 東北大学定年退職[3]
- 2018年04月 - 東北大学名誉教授
- 2019年 ４月 - 立正大学法学部教授[4]

## 著作

### 単著
- 『行政組織の法理論』（弘文堂，1994年）

### 共著
- （人見剛・村上裕章・前田雅子）『行政法』（有斐閣LEGAL QUESTシリーズ，初版・2007年、第2版・2010年、第3版・2015年、第4版・2018年）

### 共編
- （辻村みよ子）『日本の男女共同参画政策―国と地方公共団体の現状と課題』（東北大学出版会，2005年）
- （高木光）『ケースブック行政法』（弘文堂，第3版・2007年、第4版・2010年）
- （亘理格）『行政法の思考様式―藤田宙靖博士東北大学退職記念』（青林書院，2008年）
- （下井康史・中原茂樹・野呂充）『ケースブック行政法』（弘文堂，第5版・2014年、第6版・2018年）